# Troy Bell
Troy Devon Bell (Minneapolis, Minnesota, 10 de noviembre de 1980) es un jugador de baloncesto estadounidense, que tras pasar un breve periodo por los Memphis Grizzlies, en la actualidad pertenece a la plantilla del Pallacanestro Reggiana italiano. Mide 1,84 metros y juega de base.

## Trayectoria profesional

### Universidad
Disputó 4 temporadas con los Eagles del Boston College, en los cuales llegó a ser All-American, además de ser elegido como jugador del año en su conferencia, la Big East en dos ocasiones, algo que solo habían conseguido a lo largo de la historia Troy Murphy, Richard Hamilton, Patrick Ewing, y Chris Mullin. Además, el título de su temporada sénior lo consiguió superando a la estrella de la Universidad de Syracuse Carmelo Anthony. Acabó su carrera de universitario rompìendo el récord que hasta entonces poseía Dana Barros como máximo anotador de su universidad, con 2.632 puntos. En total, promedió 21,6 puntos, 4 rebotes y 3,5 asistencias.

### NBA
Fue elegido en la primera ronda del Draft de la NBA de 2003, en el puesto 16, por Boston Celtics, pero fue inmediatamente traspasado a Memphis Grizzlies, donde apenas jugó un total de 34 minutos en 6 partidos. En 2005 fichó como agente libre por New Orleans Hornets, pero fue cortado antes de empezar la temporada.

### NBDL
Al verse sin sitio en la NBA, entró en el Draft de la NBA Development League en 2006, siendo escogido por Albuquerque Thunderbirds, pero fichó por los Austin Toros al lesionarse Jay Williams. Poco después fue apartado del equipo, y desde entonces se dedica al boxeo amateur.

### Europa
Tuvo un más que breve paso por el baloncesto europeo, al fichar por el Real Madrid para sustituir a Elmer Bennett. Pero tras dos desastrosos partidos en los que promedió -7.5 de valoración se lesionó, y no volvió a jugar más. Está considerado uno de los peores fichajes de la historia del club.
Tras militar en el Vanoli Soresina de la Lega Basket Serie A italiana en 2010 ficha por el Entente Orléanaise 45 de la Liga Nacional de Baloncesto de Francia.